# Droga wojewódzka nr 277
Droga wojewódzka nr 277 (DW277) – droga wojewódzka w zachodniej części Polski. Jest położona w woj. lubuskim. Przebiega przez powiaty: świebodziński i zielonogórski. Droga łączy Skąpe z drogą ekspresową S3 niedaleko Sulechowa.

## Miejscowości przy trasie
- Skąpe
- Pałck
- Głogusz
- Kije
- Brzezie k. Sulechowa
- Sulechów